# András Pernye

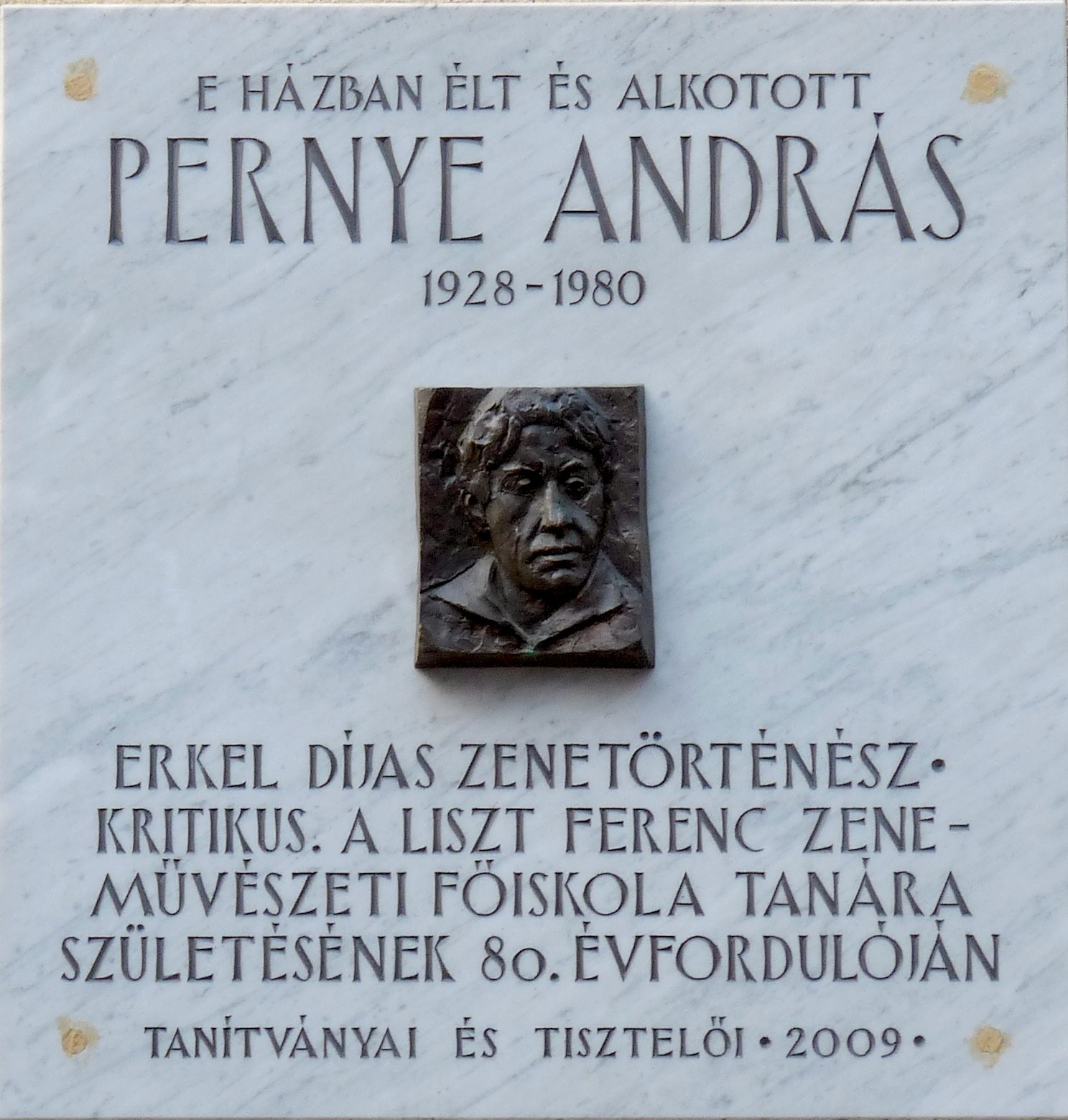
András Pernye (Gedenktafel)

András Pernye (* 19. November 1928 in Újpest; † 4. April 1980 in Budapest) war ein ungarischer Musikwissenschaftler, der insbesondere als Autor hervorgetreten ist.

## Leben und Wirken
Pernye, der im Alter von 16 Jahren an Kinderlähmung erkrankte, war später auf den Rollstuhl angewiesen. Zunächst spielte er Blockflöte. Ab 1946 lernte Klarinette bei Kálman Berkes, ab 1948 Komposition bei Lajos Vasadi Balogh. Aufgrund seiner Krankheit entschied er sich 1952 für ein Studium der Musikwissenschaft, das er 1958 an der Franz-Liszt-Musikakademie bei Dénes Bartha, Bence Szabolcsi, Lajos Bárdos, Zoltán Gárdonyi und József Ujfalussy absolvierte. Er schrieb seine Dissertation über Puccini, über den er 1959 sein erstes Buch im Gondolat-Verlag veröffentlichte.
Pernye schrieb als Musikkritiker ab 1959 für die Magyar Nemzet und später für die Zeitschriften  New Hungarian Quarterly, Muzsika, Kritika. 1962 verfasste er das Libretto für das Tanzdrama Mario and the Magician von István Láng, das 1964 zur Aufführung kam. In Ungarn war er einer der ersten Autoren, die sich mit Jazzmusik beschäftigten; sein Buch A jazz (1. Auflage 1964) wurde dort zum Standardwerk; auch produzierte er eine Serie über die Geschichte des Jazz für Magyar Rádió. Weiterhin veröffentlichte er Bücher, etwa über Alban Berg (1967) und über Tastenmusik des 16. und 17. Jahrhunderts. Er hat John Dunstables Magnificat secundi toni, eine von William Byrds Salve regina-Vertonungen und Daniel Croners Tabulatur (1987) herausgegeben. Er verfasste auch Begleittexte zu Tonträgern. Später gehörte er zu den Unterzeichnern der Charta 77.
1975 wurde Pernye mit dem Ferenc-Erkel-Preis ausgezeichnet. Außerdem unterrichtete er ab 1963 an der Béla-Bartók-Musikschule und ab 1965 Musikgeschichte und Musiktheorie an der Franz-Liszt-Musikakademie. 1980 schied er freiwillig aus dem Leben.
Seit 2009 werden mit dem nach ihm benannten András-Pernye-Preis Personen geehrt, die in Ungarn zur Förderung des Jazz beigetragen haben.

## Lexikalische Einträge
- Maria Eckhardt: Pernye, András. In: Grove Music Online (englisch)
- Magyar életrajzi lexikon (ungarisch)